# Gardonnette
La Gardonnette est un ruisseau français, affluent de la Dordogne, qui coule dans le département de la Dordogne.

## Étymologie
Le nom de Gardonnette, noté sous la forme « Gardoneta » au XIIIe siècle, est un diminutif de Gardonne.

## Géographie
La Gardonnette prend sa source en Dordogne vers 135 mètres d'altitude, au lieu-dit la Vidalie sur la commune de Bouniagues, 500 mètres à l'ouest du bourg. Elle prend rapidement une direction est-ouest.
Elle passe au pied du château de Bridoire, se transforme en étang entre Sigoulès et Pomport et oblique vers le nord-ouest. Ses derniers kilomètres s'effectuent en direction du nord et elle conflue avec la Dordogne en rive gauche, près du lieu-dit le Moulin Neuf, en limite des communes de Gardonne et Lamonzie-Saint-Martin, vers 25 mètres d'altitude.
Sa longueur est de 24,5 km.

### Affluents
Ses affluents sont 8 ruisseaux dont les deux principaux sont :
- le ruisseau du Vacher (ou ruisseau Braiaud[4]), 9,1 km, rive gauche ;
- le ruisseau de la Peyronnette, 8 km, rive droite.

### Communes et cantons traversés
À l'intérieur du département de la Dordogne, la Gardonnette arrose treize communes, :
- Bouniagues (source) ;
- Colombier ;
- Singleyrac ;
- Ribagnac ;
- Monbazillac ;
- Rouffignac-de-Sigoulès ;
- Flaugeac ;
- Pomport ;
- Sigoulès ;
- Cunèges ;
- Gageac-et-Rouillac ;
- Lamonzie-Saint-Martin (confluence) ;
- Gardonne (confluence).

## À voir
- Le château de Bridoire à Ribagnac
- La base de loisirs de Sigoulès-Pomport